# Hide Tanaka
Hide Tanaka (jap. 田中 英, Tanaka Hide, * 28. Juni 1956 in der Präfektur Tokio) ist ein japanischer Jazzmusiker (Kontrabass).

## Leben und Wirken
Tanaka begann mit 17 Jahren Bass zu spielen; Unterricht hatte er bei Yoshio Ikeda. 1981 war er Mitglied der Bigband Blue Coats; 1982 zog er nach New York City. 1984 wurde er Hausbassist im Jazz Culture Theater; daneben trat er in Clubs wie Angry Squire oder West End Cafe auf. U. a. spielte er mit Walter Bishop junior, Cecil Payne, Hank Mobley, Benny Powell und Jaki Byard; erste Aufnahmen entstanden mit dem Gitarristen Barry Glick. In den folgenden Jahren spielte er u. a. mit Wade Barnes (The Sounds, They Show Us, 1993, u. a. mit James Zollar, Patience Higgins, Nick Levinovsky), Steve Elmer (I Used to Be Anonymous, mit Shingo Okudaira), ab 2007 im Trio des Pianisten Junior Mance, auf dessen Alben Live at Cafe Loup (2007), Our South (2008), Letter from Home (2011) und  For My Fans, It's All About You (2015) er zu hören ist. Im Bereich des Jazz war er zwischen 1986 und 2015 an zwölf Aufnahmesessions beteiligt. Gegenwärtig arbeitet er u. a. mit Champian Fulton, Marc Devine, Michi Fuji und Steve Elmer.